# Agency FB
Font Bureau Agency, más conocido como Agency FB, es un tipo de letra sans-serif geométrica creada en 1989 y es una gran familia de fuentes proporcionales. Fue diseñado por David Berlow y Morris Fuller Benton.